# Might & Magic X: Legacy
Might and Magic X: Legacy — компьютерная игра в жанре RPG. Официальным издателем является компания Ubisoft, на территории России издана компанией «Бука». Игра вышла 23 января 2014 в виде цифровой версии и коробочного издания для Microsoft Windows.
Might & Magic X: Legacy является перезапуском серии ролевых игр Might & Magic. Анонс игры состоялся 21 марта 2013 года, разработкой занималась немецкая компания Limbic Entertainment. Игра продолжает события Might & Magic: Heroes VI в мире Асхан.

## Игровой процесс
Игра является пошаговой, с дискретным передвижением по клеткам и с видом от первого лица. Подобная игровая механика была у игровой серии вплоть до Might and Magic V 1993 года.
Игрок получает возможность управлять отрядом из четырёх героев. Доступны четыре различные расы: люди, орки, эльфы и гномы. Каждая раса обладает тремя уникальными классами со своими навыками и способностями.

## Отзывы и критика
| Сводный рейтинг | Сводный рейтинг |
| Агрегатор       | Оценка          |
| --------------- | --------------- |
| GameRankings    | 68,56 %         |